# Carmelitani della Beata Vergine Maria Immacolata
I Carmelitani della Beata Vergine Maria Immacolata (in latino Congregatio Fratrum Carmelitarum B.V. Mariae Immaculatae) sono un istituto religioso maschile di diritto pontificio del rito siro-malabarese: i membri di questa congregazione clericale pospongono al loro nome la sigla C.M.I.

## Storia

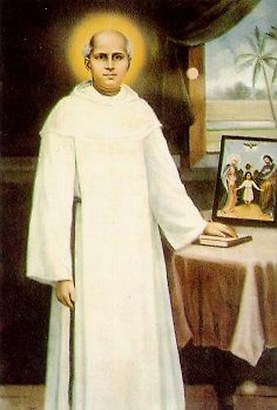
Kuriakose Elias Chavara, fondatore della congregazione

La congregazione venne fondata da Tommaso Malpan e Tommaso Porukara, sacerdoti del rito siro-malabarico. Desiderosi di condurre vita religiosa in comune, si rivolsero al vicario apostolico del Malabar, Maurilio Stabellini, dell'ordine dei Carmelitani Scalzi: nel 1831 Stabellini eresse per loro un convento a Mannamam, presso Kottayam, e l'anno successivo alla casa venne annesso un seminario.
A Malpan e Porukara si unì presto Kuriakose Elias Chavara (1805-1871), che venne scelto come primo superiore della comunità ed è considerato fondatore della congregazione. I religiosi adottarono un abito e uno stile di vita ispirato a quello dei Carmelitani Scalzi e l'8 dicembre 1855 i primi undici aspiranti emisero la loro professione dei voti, secondo la regola carmelitana, nelle mani di Marcellino Berardi, carmelitano scalzo, vicario apostolico di Verapoly.
Nel 1846 i Carmelitani della Beata Vergine Maria Immacolata aprirono la prima tipografia in lingua tamil.
La congregazione è aggregata al terz'ordine carmelitano scalzo dal 1860; le sue costituzioni sono state approvate definitivamente dalla Congregazione di Propaganda Fide il 12 marzo 1906.
Della congregazione esiste anche il ramo femminile delle Suore della Madre del Carmelo.
Kuriakose Elias Chavara è stato beatificato a Kottayam l'8 febbraio 1986 da papa Giovanni Paolo II.

## Attività e diffusione
Lo spirito della congregazione è prevalentemente contemplativo. I religiosi si dedicano a varie opere di apostolato dirette prevalentemente ai cattolici del rito siro-malabarico; sono attivi nel lavoro ecumenico per l'unione con la Chiesa siro-giacobita (ortodossa).
Oltre che in India, sono presenti in Argentina, Australia, Austria, Belgio, Canada, Ecuador, Emirati Arabi Uniti, Filippine, Francia, Germania, Ghana, Irlanda, Israele, Italia, Kenya, Madagascar, Namibia, Nuova Zelanda, Paesi Bassi, Papua Nuova Guinea, Perù, Regno Unito, Stati Uniti d'America, Sudafrica, Svezia, Tanzania; il moderatore supremo, che porta il titolo di priore generale, risiede a Chavara Hills (Ernakulam), nel Kerala.
Al 31 dicembre 2015 la congregazione contava 384 case e 2.605 religiosi, 1.865 dei quali sacerdoti.